# 西山寺 (中山)

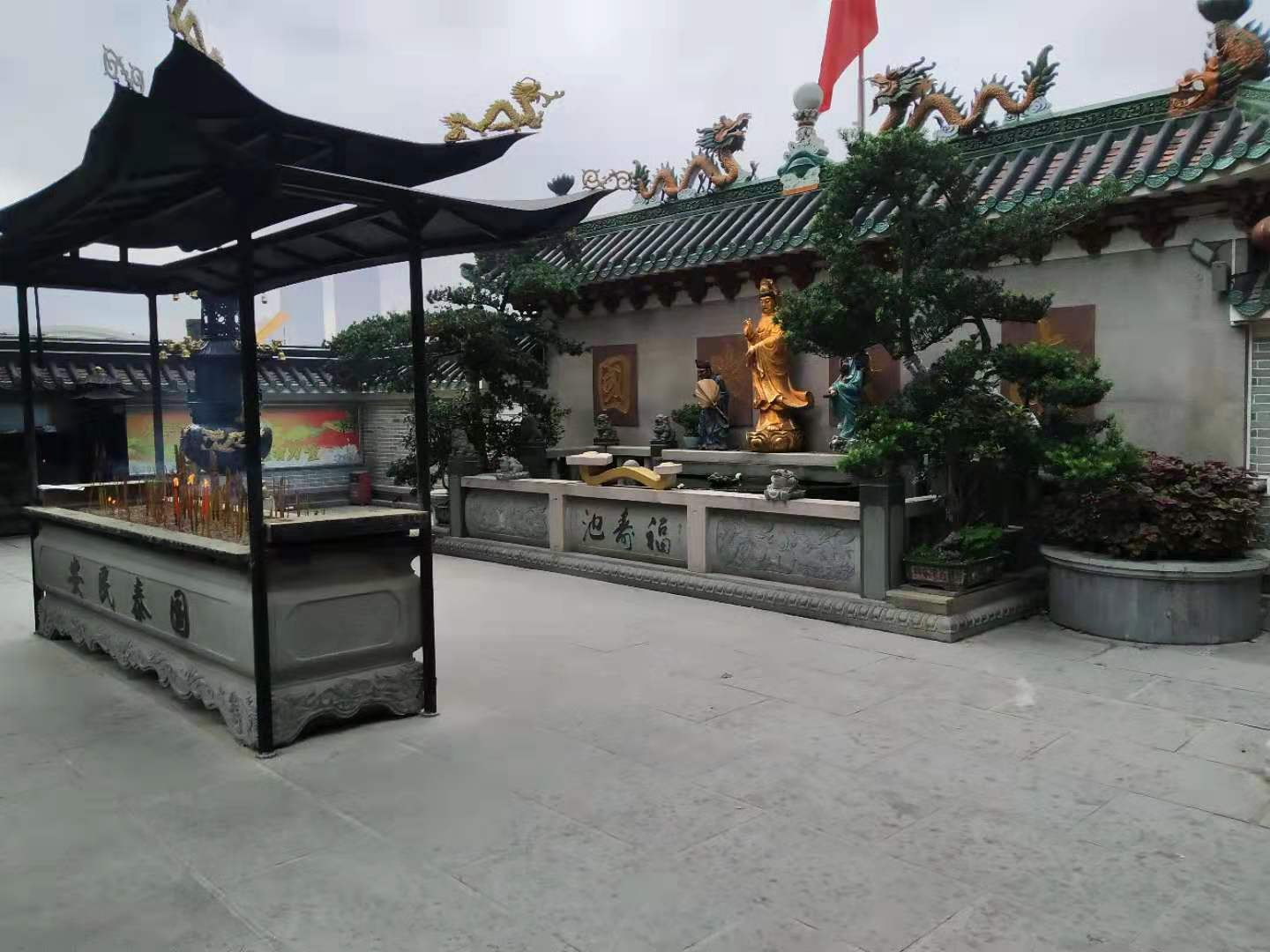
西山寺

西山寺，位于中国广东省中山市石岐区西山公园内，始建于明朝嘉靖年间，咸丰六年（1856年）扩建。1990年12月，列入中山市文物保护单位。
西山寺的历史年代为明代。